# Glicynia

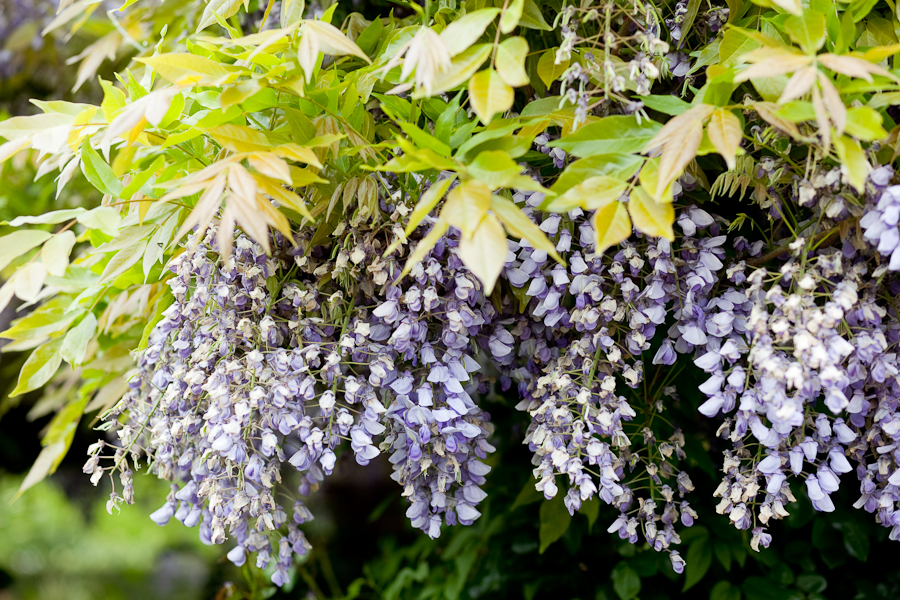
Glicynia chińska

Glicynia, słodlin, wisteria (Wisteria Nutt.) – rodzaj rośliny z rodziny bobowatych. Obejmuje cztery gatunki, z których jeden występuje we wschodniej Ameryce Północnej (W. frutescens), jeden w Japonii (glicynia japońska W. floribunda), a pozostałe dwa w Chinach, przy czym w niektórych ujęciach są one rozdzielane w sumie na cztery gatunki. Są to liany występujące w lasach i zaroślach, zarówno na terenach skalistych, jak i nad rzekami.
Uprawiane są (także w postaci licznych kultywarów) jako rośliny ozdobne, dla okazałych i pachnących (w przypadku wisterii japońskiej) kwiatostanów (największe okazy osiągają ponad 150 cm długości i tworzą 1,5 miliona kwiatostanów, u odmiany 'Multijuga' największe kwiatostany osiągają 2 m długości). Ze względu na osiągane rozmiary wymagają bardzo solidnych podpór (masa największych okazów przekraczać może 250 ton). Użytkowane są ich olejki eteryczne, kwiaty są jadalne po usmażeniu, także dodawane są do ciast, włókna z kory bywają wykorzystywane jako surowiec włókienniczy.

## Morfologia
PokrójLiany owijające się wokół podpór (niektóre owijają się przeciwnie do ruchów wskazówek zegara – np. wisteria chińska, inne zgodnie z nimi – np. wisteria japońska). Osiągają wysokość do 40 m, przy długości pędów sięgającej ponad 150 m.
LiścieZrzucane na zimę. Pąki zimowe jajowate, okryte 3–5 łuskami. Liście skrętoległe, u nasady z przylistkami, nieparzysto pierzaste, o poszczególnych listkach naprzeciwległych, całobrzegich. Liczba listków na liściu wynosi od 3 do 19.
KwiatyObupłciowe, motylkowe, zebrane w szczytowe, zwisające grona. Poszczególne kwiaty osiągają od 1,5 do 2,5 cm długości. Kielich u nasady rurkowaty, z 5 nierównymi ząbkami. Korona barwy białej, niebieskiej, fioletowej, rzadko różowej. Pręcików 10, z czego nitki 9 zrastają się, a jeden pozostaje wolny. Słupek pojedynczy, z jednego owocolistka, z górną zalążnią zawierającą 5–16 zalążków.
OwoceStrąki okazałe, ale z pojedynczymi nasionami (zwykle 1–3), równowąskie do lancetowatych o skórzastej owocni, wypukłej nad owocami.

## Systematyka
Pozycja systematyczna
Rodzaj zaliczany jest do plemienia Millettieae z podrodziny bobowatych właściwych (Faboideae) z rodziny bobowatych (Fabaceae).
Wykaz gatunków
- Wisteria brachybotrys Siebold & Zucc.
- Wisteria floribunda (Willd.) DC. – glicynia japońska
- Wisteria frutescens (L.) Poir.
- Wisteria sinensis (Sims) DC. – glicynia chińska

## Nazewnictwo
Nazwa rodzajowa opisywana jest jako zachowany wariant ortograficzny, pierwotnie zapisany z błędem, a powstały dla upamiętnienia Caspara Wistara (1760–1818) – filantropa wspierającego rozwój nauki na Uniwersytecie Pensylwanii. Alternatywnie jako osoba upamiętniona wskazywany jest Charles Jones Wister Sr. (1782–1865) – przyjaciel Thomasa Nuttalla, autora nazwy. Pierwotnie gatunki tu zaliczane włączone zostały do rodzaju Glycine Willd., co wpłynęło na powstanie nazw zwyczajowych glycine w języku francuskim i polskim. 